# Sibiry Keita
Sibiry Keita, né le 30 janvier 2001 à Bamako au Mali, est un footballeur malien qui évolue au poste de milieu de terrain au Slavia Sofia.

## Biographie

### En club
Originaire du Mali, Sibiry Keita est formé à l'Aspire Academy (en) avant de rejoindre en janvier 2019 la Belgique et le KAS Eupen en même temps que Konan N'Dri,.
Le 27 juillet 2023, Sibiry Keita rejoint la Bulgarie en signant en faveur du Slavia Sofia. Il signe un contrat de trois ans, soit jusqu'en juin 2026.

### En équipe nationale
Avec les moins de 17 ans, il participe à la Coupe d'Afrique des nations des moins de 17 ans en 2017. Lors de cette compétition, il joue deux matchs, dont la finale remportée face au Ghana (0-1).

## Palmarès
- Vainqueur de la Coupe d'Afrique des nations des moins de 17 ans en 2017 avec l'équipe du Mali des moins de 17 ans